# 田口あわ
田口 あわ（たぐち あわ、1998年〈平成10年〉5月12日 - ）は、日本のタレント、グラビアアイドル。
芸能事務所リップに所属して田口あわの芸名で活動後、リップを辞め、白鳥あわ（しらとり あわ）に改名してグラビアの仕事を続けるいっぽう、以前から歌舞伎町を拠点に俳人として俳号膣ギロチン（ちつギロ、チン）を名乗っていることを明らかにした。

## 略歴
1998年5月12日に生まれた。三重県出身。子供のころからテレビのバラエティ番組『志村けんのバカ殿様』に登場する腰元役に憧れていて、腰元役にはグラビアアイドルが起用されていたことから、自らもグラビアアイドルを志望して芸能事務所に応募し、2022年にグラビアアイドルとしてデビューした。
第1作のDVD『あわあわしちゃう？』が2023年3月22日にイーネット・フロンティアから発売され、同月25日に書泉ブックタワーにてDVDリリースイベントを開催した。他に撮影会などに出演し、2023年9月1日にニコニコチャンネルのウェブテレビ番組『えちえちハニー』に出演している。2023年9月20日に第2作のDVD『あわわわわ』がラインコミュニケーションズから発売された。

## 人物
多彩な趣味を持ち、俳句を作るほか、プロレス観戦、ボートレース、麻雀を好む。俳句に関しては毎週句会に参加している。イメージDVD第1作発売イベントに際して作句を求められて「はじめての・グラビアなのに・あわまみれ」と詠み、イメージDVD第2作発売の際のインタビューで将来の夢を問われて「角川俳句賞を受賞して、俳句とグラビアを組み合わせた写真集を出版したい」と語った。
『ちいかわ』が好き。お笑いも好きで、お笑いのライブにも行き、若手のお笑い芸人などにも詳しいという。食べ物では果物を好み、もっとも好きなのはびわで、続いてメロン、もも、いちご、パイナップルを好む。酒も好きで強いほうだという。

## 作品

### イメージDVD
- あわあわしちゃう？（2023年2月22日、イーネット・フロンティア)
- あわわわわ（2023年9月20日、ラインコミュニケーションズ）

### VR
- はじめてのVR、はじめてのわたし。（2023年7月14日／FANTASTICA）[12]
- Stop! Look! Listen! (2023年7月28日／FANTASTICA）[13]

## 出演

### イベント
- DVDリリースイベント

1. 『あわあわしちゃう？』（2023年3月25日 書泉ブックタワー）[2]

### Webテレビ
- えちえちハニー（2023年9月1日／ニコニコチャンネル）[9]

### 撮影会
- RIP新年水着撮影会 (2023年8月31日 studio ecolo) [7]
- SWIM FETISH POOL《伍-2》inしらこばと水上公園（2023年5月27日 しらこばと水上公園）[8]